# Khalchayan
Khalchayan (en ruso: Халчаян, en uzbeko: Xolchayon, también Khaltchaïan) es un yacimiento arqueológico, que se cree que era un pequeño palacio o una sala de recepción, situado cerca de la moderna ciudad de Denov en la región Surjandaria  del sur de Uzbekistán. Se encuentra en el valle del río Surjandaria, un afluente septentrional del Oxus (moderno Amu Darya).

## Estatuas de terracota
El yacimiento suele atribuirse a los primeros kushán, o a sus antepasados los yuezhi/tocarios. Fue excavado por Galina Pugachenkova entre 1959 y 1963. Las paredes interiores están decoradas con esculturas de arcilla y pinturas fechadas a mediados del siglo I a. C., pero se cree que representan acontecimientos ya del siglo II a. C.
Se cree que algunas de las escenas escultóricas khalchayanas representan a los kushán luchando contra una tribu saca. Los yuezhi se muestran con un porte majestuoso, mientras que los sacas se representan típicamente con bigotes laterales en actitudes más o menos grotescas.

### Retrato de un rey parto
Se descubrió el busto de un rey parto entre las esculturas de Khalchayan, y el período de tiempo y la semejanza numismática sugieren que puede representar a Vardanes I cuando buscaba refugio, y posiblemente una alianza, en Bactriana en la corte de los yuezhi. Tácito relató que Vardanes «se refugió entre los bactrianos», después de su fracaso en el asedio de Seleucia del Tigris hacia el año 35 d. C. Estos acontecimientos podrían dar un terminus post quem de alrededor del 45-47 d. C. para el retrato khalchayano del rey parto, un período en el que el gobernante kushán contemporáneo podría haber sido Kujula Kadphises.

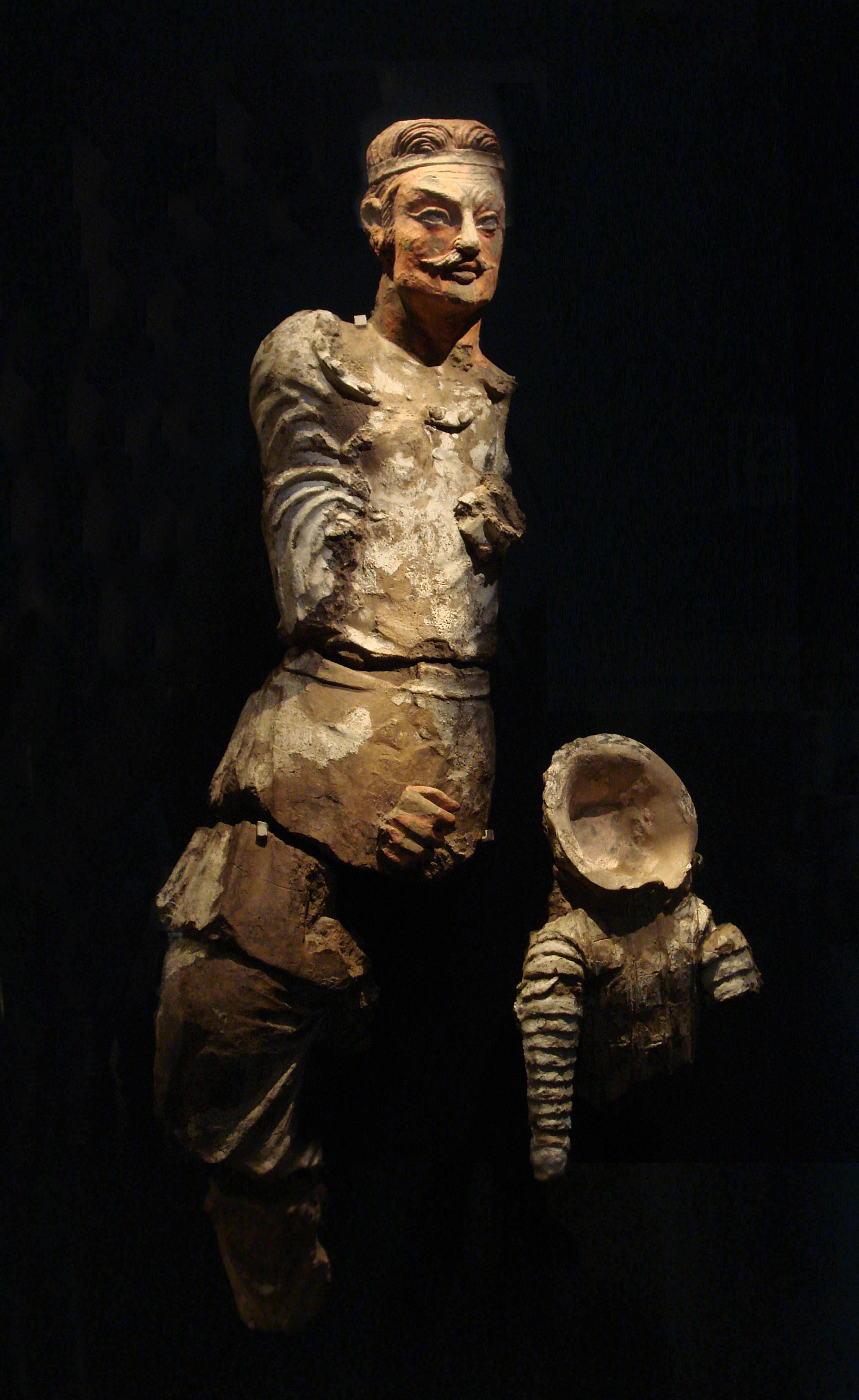
Príncipe yuezhi de Khalchayan. A sus pies, el trofeo de una armadura saca de catafracto con protector de cuello. siglo I a. C. Museo de Artes de Uzbekistán, nb 40.
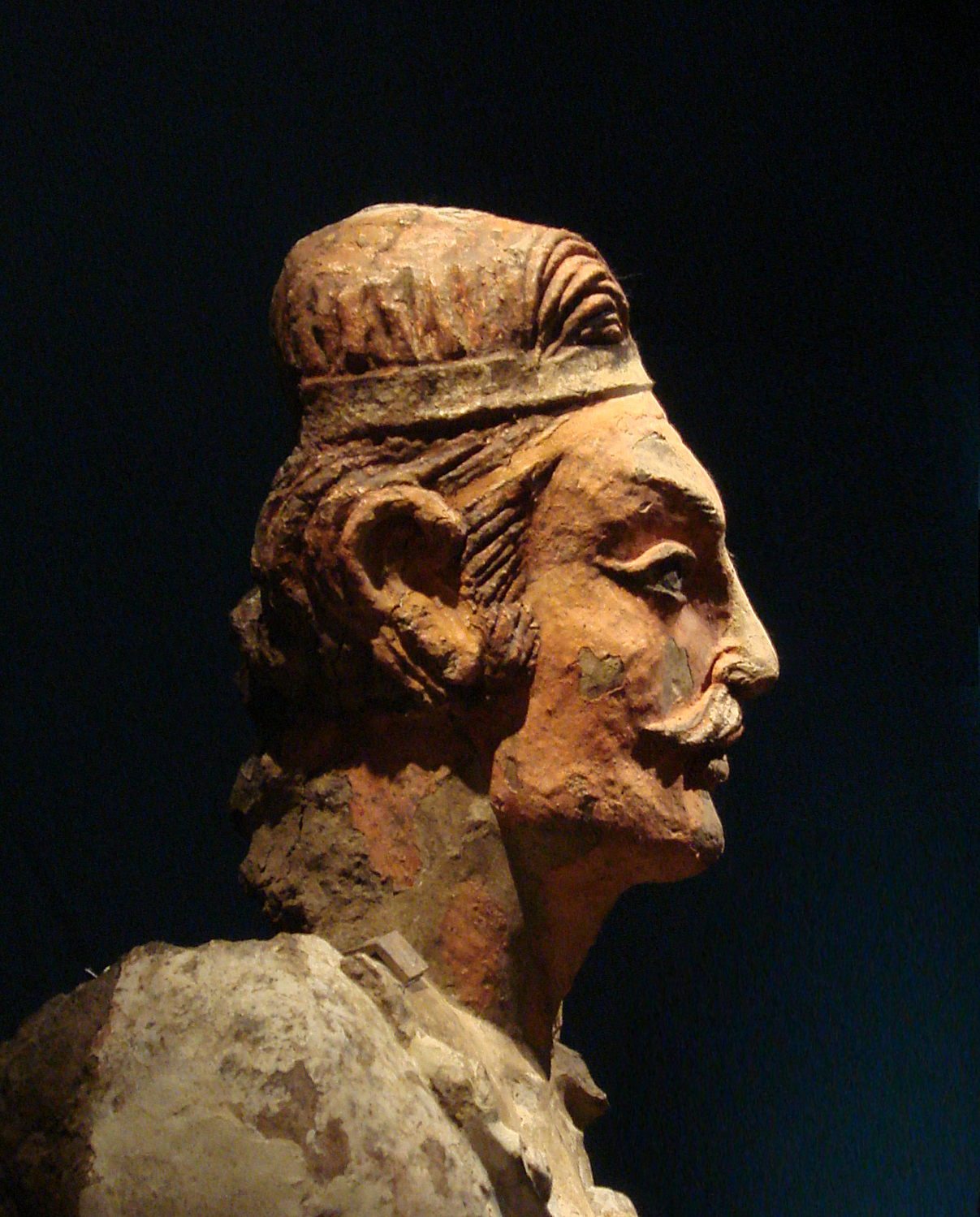
El Príncipe muestra deformación craneal artificial.
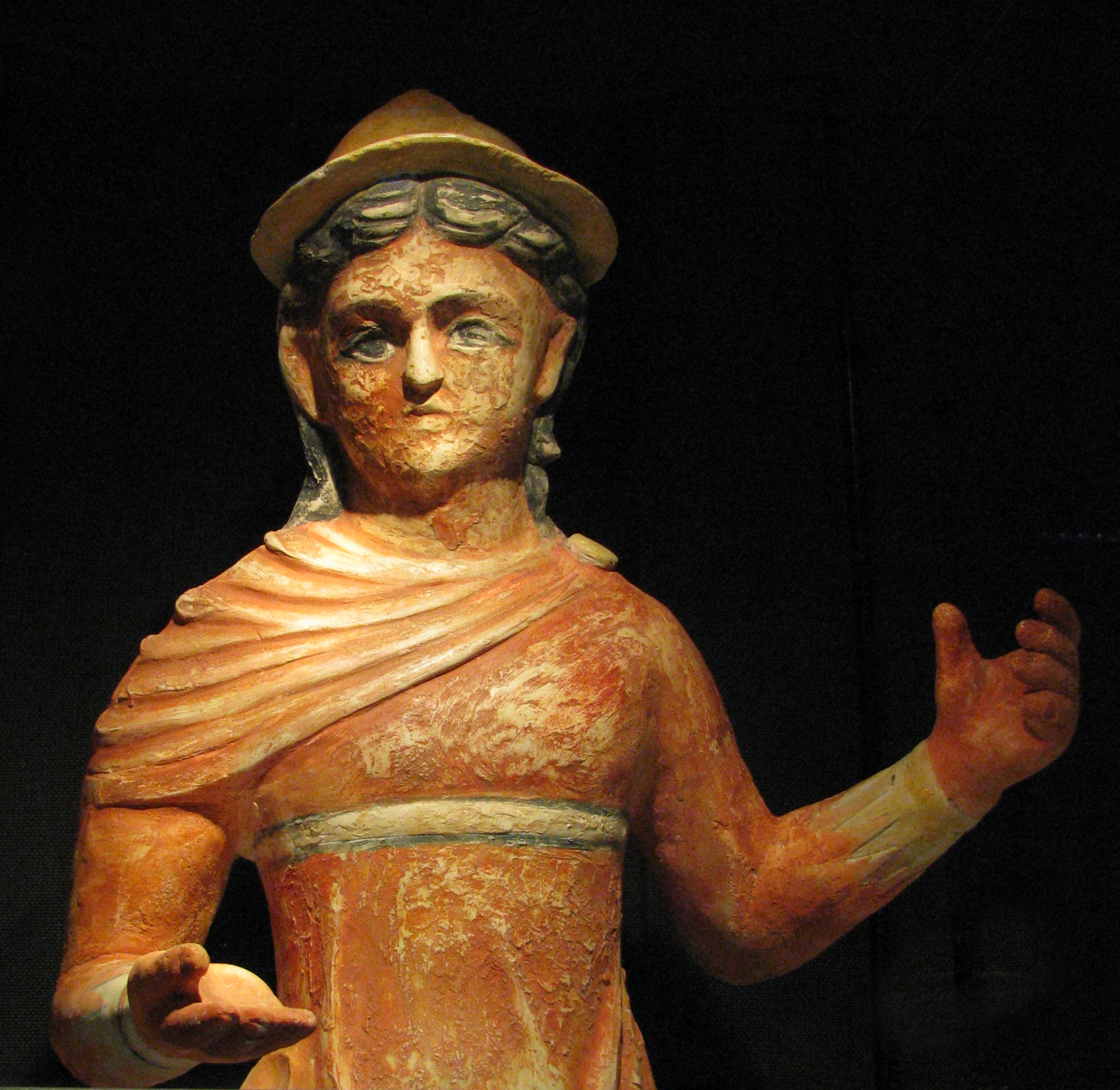
Otra estatua de terracota de Khalchayan, siglo I a. C.-siglo I d. C.  Museo Arqueológico de Termez.
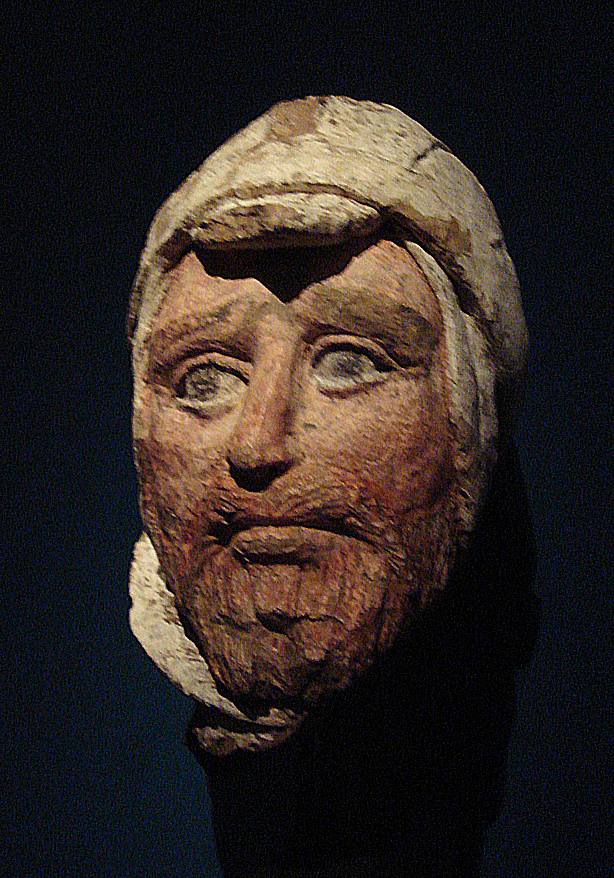
Soldado escita, Kalchayan
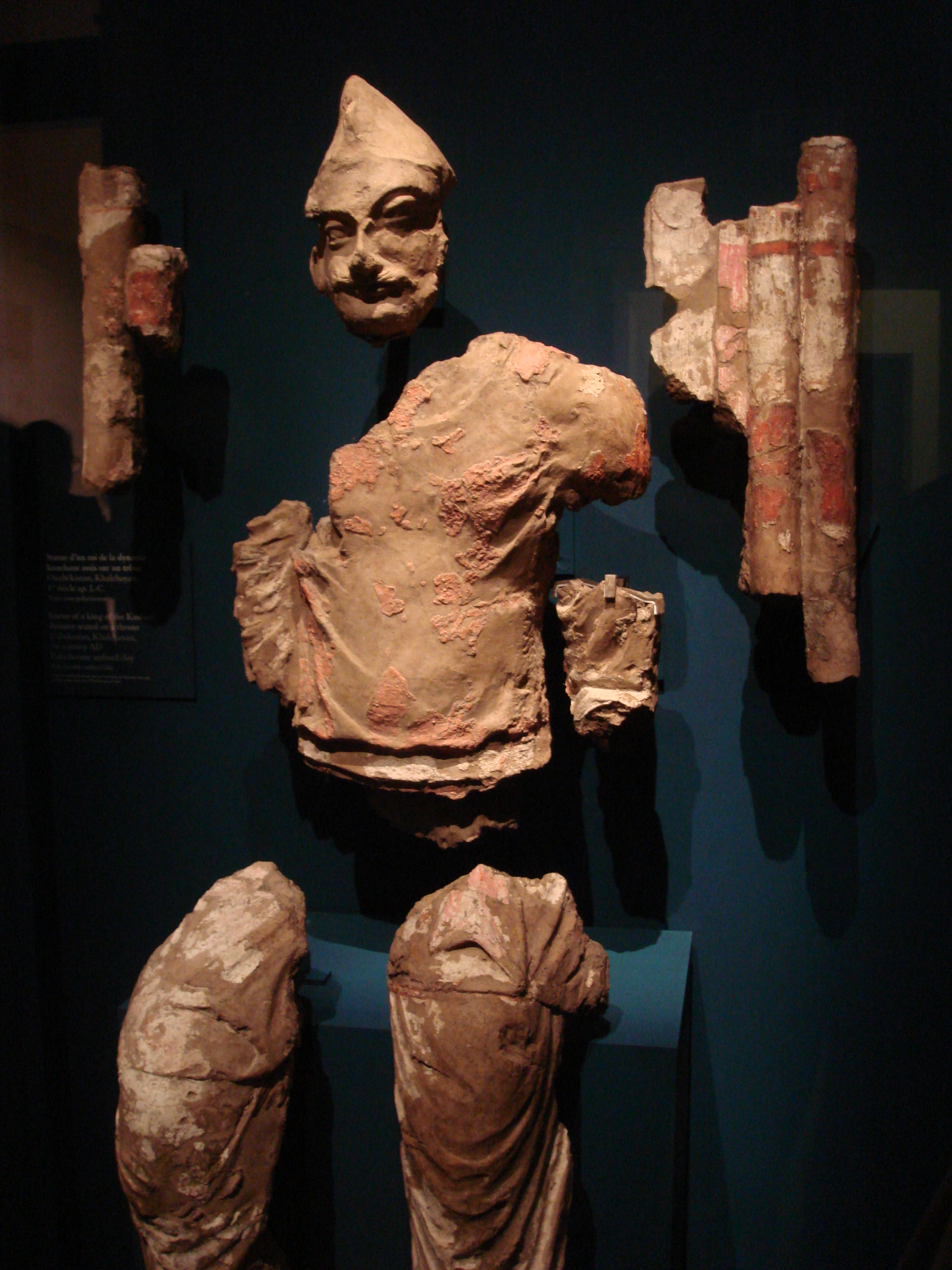
Kalchayan, rey en un trono
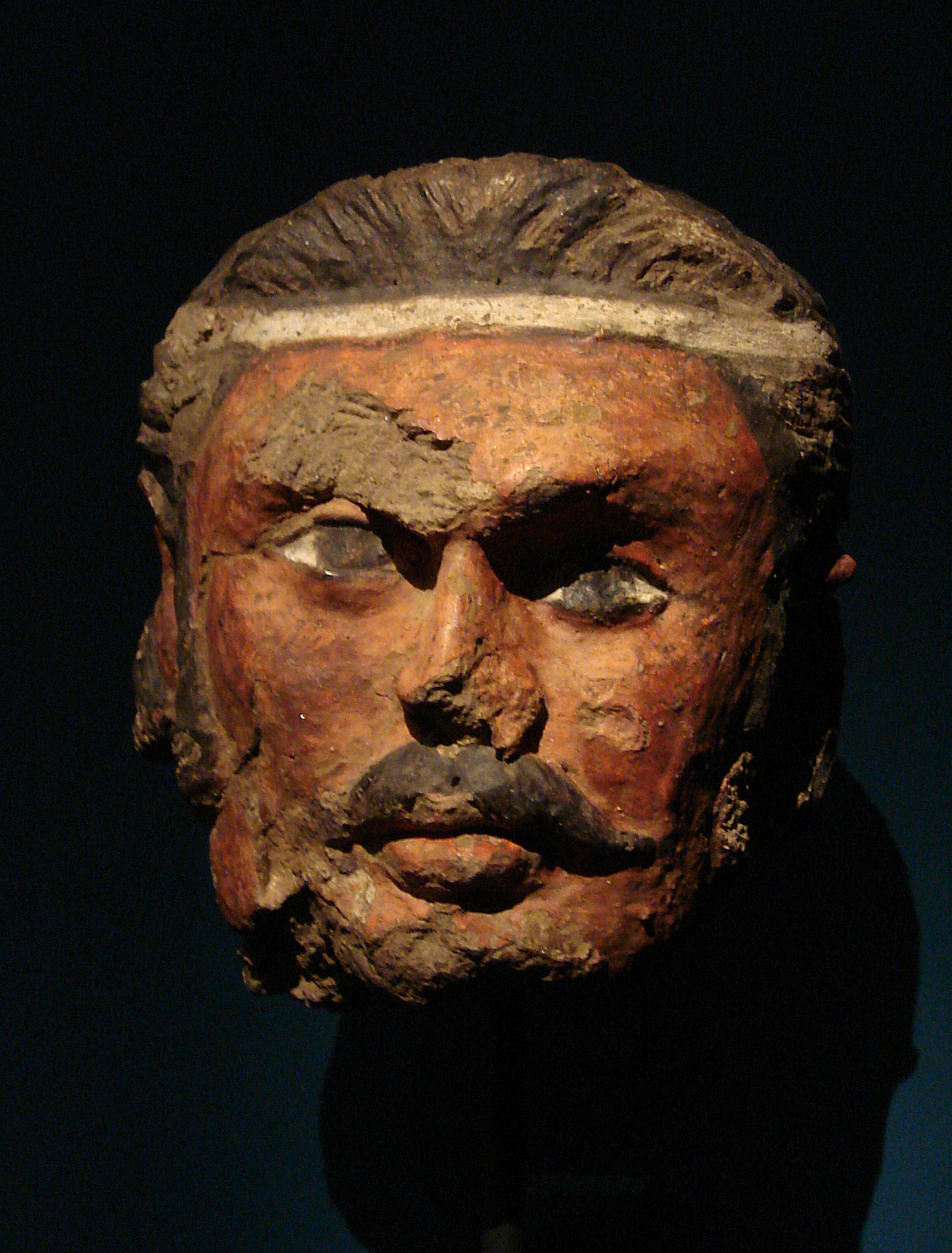
Retrato de Kalchayan. Museo de Artes de Uzbekistán
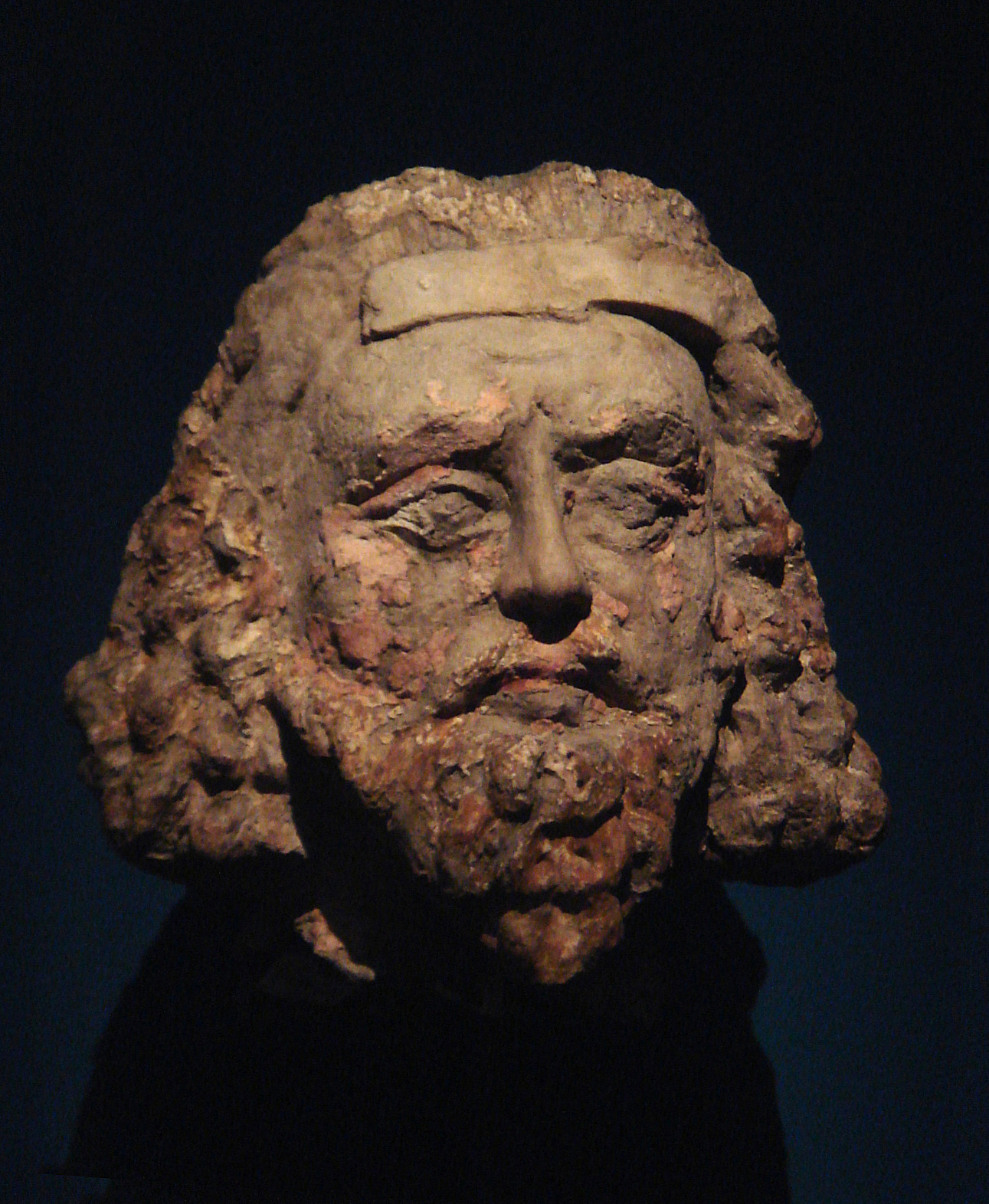
Retrato de un rey parto, posiblemente Vardanes I de Partia.
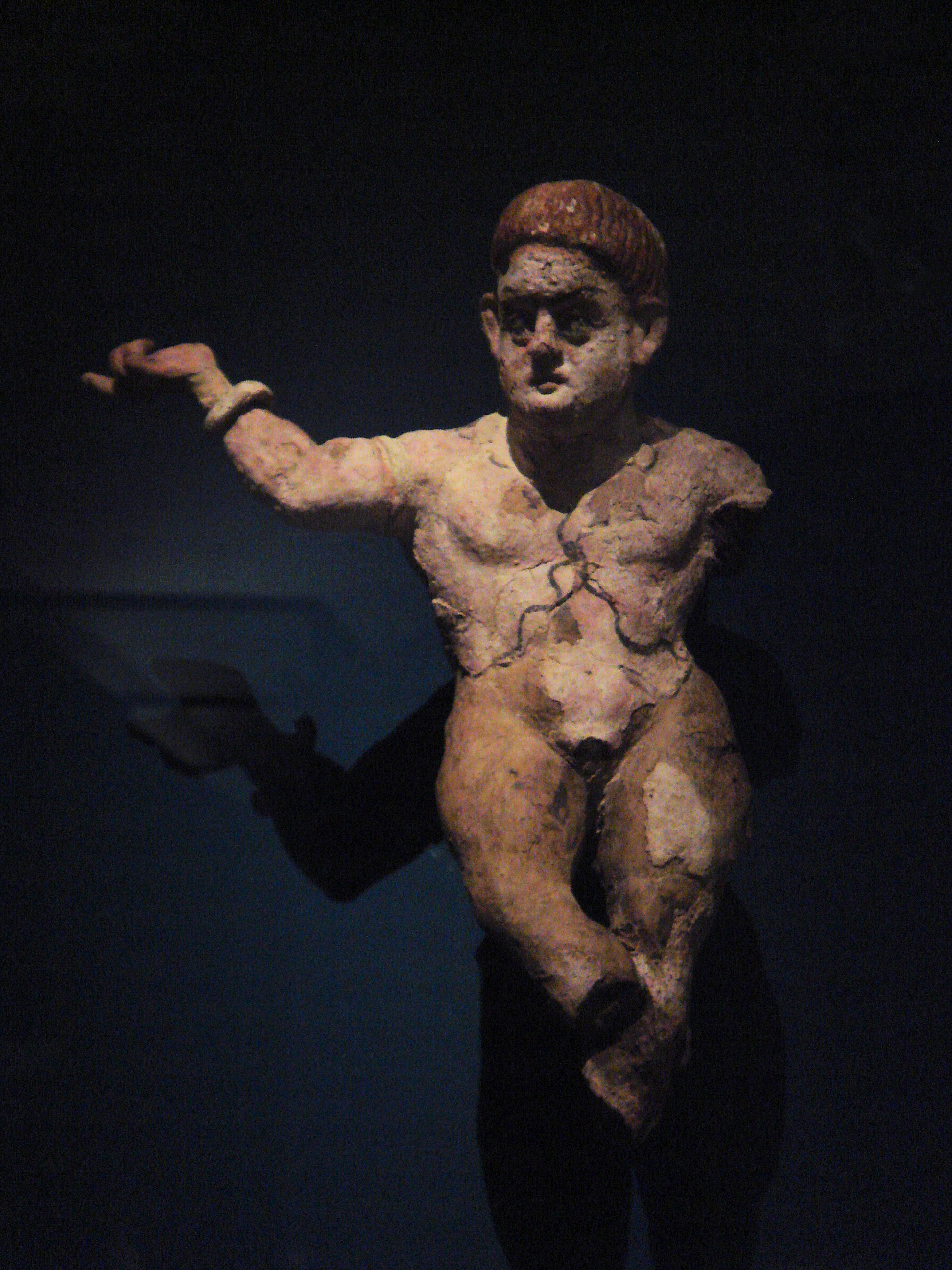
Querubín de Khalchayan.

## Influencias

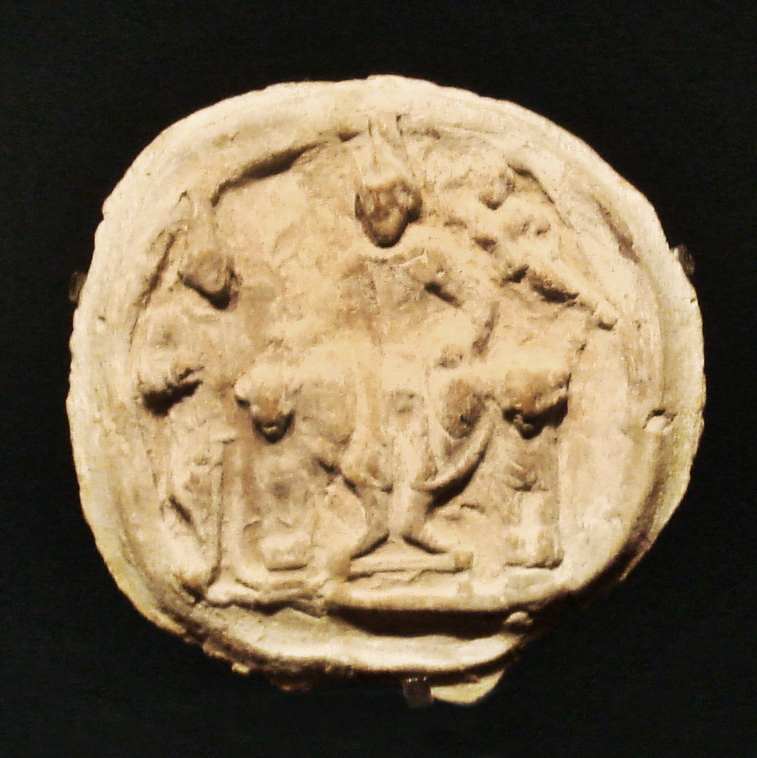
Medallón con rey kushán en un trono, Kalchayan,

Según Benjamin Rowland, el arte de Kalchayan de finales del siglo II a. C. deriva en última instancia del arte helenístico, y posiblemente del arte de las ciudades de Alejandría de Oxiana y Nisa, pero también tiene similitudes con el posterior arte de Gandhara e incluso puede haber estado en el origen de su desarrollo.
Rowland llama especialmente la atención sobre la similitud de los tipos étnicos representados en Khalchayan y en el arte de Gandhara, y también en el propio estilo del retrato. Por ejemplo, Rowland encuentra una gran proximidad entre lafamosa cabeza de un príncipe yuezhi de Khalchayan, y la cabeza de Bodhisattva gandharianos, poniendo como ejemplo la cabeza gandhariana de un Bodhisattva en el Museo de Arte de Filadelfia. También llama la atención la similitud del Bodhisattva de Gandhara con el retrato del gobernante kushán Hereo.  Según Rowland, el arte bactriano de Khalchayan sobrevivió así durante varios siglos gracias a su influencia en el arte de Gandhara, gracias al mecenazgo de los kushán.
Según el investigador chino Duan Qingbo, director del equipo de excavación de la necrópolis de los Guerreros de terracota (210-209 a. C.) entre 1998 y 2008, el estilo y las técnicas de construcción de las estatuas khalchayan se asemejan mucho a los de los guerreros, lo que sugiere algún tipo de influencia artística.